# Лаврентьев, Антон Владимирович (хоккеист)
Антон Владимирович Лаврентьев (род. 25 августа 1983, Казань) — российский хоккеист, защитник. Хоккейный судья.

## Биография
В пять лет бабушка отвела его на фигурное катание, но вскоре родители отдали в хоккей. До 6 класса занимался в секции, потом перешёл в появившуюся специализированную школу. Первый тренер Александр Дёмин.
В сезоне 1999/2000 дебютировал в команде первой лиги «Ак Барс-2». На драфте НХЛ 2001 году был выбран в 6-м раунде под общим 178-м номером клубом «Нэшвилл Предаторз». Сезон 2001/02 начал в команде OHL «Садбери Вулвз», о, проведя 10 матчей, вернулся в «Ак Барс-2». В следующем сезоне также выступал за «Южный Урал» Орск в высшей лиге. По ходу следующего сезона перешёл из «Ак Барса-2» в «Рыбинск». Сезон 2004/05 отыграл за команду чемпионата Белоруссии «Химик»-СКА Новополоцк. В 2005 году по приглашению Александра Чернецова, у которого играл в «Ак Барсе-2», перешёл в клуб первой лиги «Челны», за который выступал на протяжении четырёх сезонов.
С 2015 года — судья в КХЛ.